# J.O.N.A.S.
『ジョナス（J.O.N.A.S）』はアメリカ合衆国で製作されたテレビドラマで、アメリカの人気ロックバンドジョナス・ブラザーズが出演している、シングルカメラのホームコメディ。それぞれがジョナスというバンドを組むロックスター兄弟、ケビン、ジョー、ニック・ルーカス役を演じており、3人はニュージャージーで家族とともに暮らしているという設定。番組ではジョナス・ブラザーズがこの番組のために作成したオリジナル曲も披露する。
シーズン2にて舞台をニュージャージーからロサンゼルスに移すことによりタイトルを『ジョナス in L.A.（Jonas L.A.）』という続編に改題した。

## 登場人物

### キャスト
ジョー・ルーカス
演：ジョー・ジョナス/吹き替え：浪川大輔
ルックスも音楽もかっこいいのが好みで、グループの中でもティーンのあこがれの的。
ステラとは実は両思いだが、友情が壊れるのを恐れて、踏み込めないでいる。
バンドではリードボーカル、キーボード、リズムギターなどを担当。
ケビン・ルーカス
演：ケビン・ジョナス/吹き替え：勝杏里
3兄弟の長男。突飛で風変わりでハチャメチャな性格。
バンドではバックアップボーカル、リードギターを担当。
ニック・ルーカス
演：ニック・ジョナス/吹き替え：堀江一眞
兄弟の中で一番しっかりしている3男。バンドではドラムを担当している。
ステラ・マローン
演：チェルシー・スターブ/吹き替え：庄司宇芽香
ジョナスのスタイリスト担当。
兄弟とは小さいころからの幼馴染。
メイシー・ミサ
演：ニコル・アンダーソン/吹き替え：許綾香
ステラの親友で、ジョナスのファンクラブの代表。
トム・ルーカス
演：ジョン・デュセイ/吹き替え：加藤拓二
ルーカス兄弟の父親であり、ジョナスのマネージャーも務めている。
シーズン2ではゲストでの出演。

### サブキャスト
フランキー・ルーカス
演：フランキー・ジョナス/吹き替え：
ルーカス兄弟の末っ子。
ビッグ・マン
演：ロバート・フェガンズ/吹き替え：
バンドのボディーガード。

#### シーズン1～
サンディ・ルーカス
演：レベッカ・クレスコフ/吹き替え：瑚海みどり
ルーカス兄弟の母親。
ヴァン・ダイク・トッシュ
演：チャック・ヒッティンガー/吹き替え：杉山大
ジョーの恋のライバル。
ミセス・スナーク
演：タンジェリナ・ラウズ/吹き替え：
ルーカス兄弟ことが好きな生物学兼ドラマの先生。

#### シーズン2～
デニス・ジマー
演：アダム・ヒックス/吹き替え：
通称DZ。L.Aで出会った新しい友達。父親は音楽プロデューサーであり、お金持ち。
バネッサ・ペイジ
演：アビー・ピヴァロナス/吹き替え：
「フォーエバー・エイプリル」でジョーと共演した人気女優。
リサ・マローン
演：ベス・クロスビー/吹き替え：森本73子
ステラのおばさん。
モナ・クライン
演：デビ・メイザー/吹き替え：安芸けい子
「フォーエバー・エイプリル」のディレクター。
キアラ・タイシャンナ
演：チャイナ・アン・マクレーン/吹き替え：
ビック・マンの姪。

## エピソード
| シーズン | シーズン | 話数 | 話数 | 放送期間      | 放送期間      |
| シーズン | シーズン | 話数 | 話数 | 初回放送      | 最終回放送    |
| -------- | -------- | ---- | ---- | ------------- | ------------- |
|          | 1        | 21   | 21   | 2009年5月2日  | 2010年3月14日 |
|          | 2        | 13   | 13   | 2010年6月20日 | 2010年10月3日 |

### シーズン1
| #  | 邦題                             | 原題                                              | 全米初放送日   |
| -- | -------------------------------- | ------------------------------------------------- | -------------- |
| 1  | ラブソングは誰のもの？           | Wrong Song                                        | 2009年5月2日   |
| 2  | バースデー大作戦                 | Groovy Movies                                     | 2009年5月9日   |
| 3  | ピザ・ガールに恋して             | Pizza Girl (US)" "Slice of Life (UK)              | 2009年5月16日  |
| 4  | 人気スターは大変！               | Keeping It Real                                   | 2009年5月17日  |
| 5  | 友達はロックスター               | Band's Best Friend                                | 2009年6月7日   |
| 6  | メイシーの夢                     | Chasing the Dream                                 | 2009年6月14日  |
| 7  | ファッション緊急事態！           | Fashion Victim                                    | 2009年6月21日  |
| 8  | 鳴らせ！恋のトライアングル       | That Ding You Do                                  | 2009年6月28日  |
| 9  | ニックの初めてのスランプ         | Complete Repeat                                   | 2009年7月5日   |
| 10 | ジョーとステラの恋の行方         | Love Sick                                         | 2009年8月2日   |
| 11 | ジョナスの三銃士                 | The Three Musketeers                              | 2009年8月9日   |
| 12 | ゴシップにご用心！               | Frantic Romantic (US)" "Undercover Paparazzi (UK) | 2009年8月16日  |
| 13 | ジョーの居残り大作戦！           | Detention                                         | 2009年8月23日  |
| 14 | 友情記念日でサプライズ！         | Karaoke Surprise                                  | 2009年9月6日   |
| 15 | ワクワク？ヒヤヒヤ！お留守番！   | Home Not Alone                                    | 2009年9月20日  |
| 16 | 忘れられたバースデー             | Forgetting Stella's Birthday                      | 2009年9月27日  |
| 17 | 消防署ハウスの呪われた夜         | The Tale of the Haunted Firehouse                 | 2009年10月11日 |
| 18 | ダブルデートで大喧嘩！           | Double Date                                       | 2009年11月8日  |
| 19 | 思い出のスカンジナビア           | Cold Shoulder                                     | 2009年12月6日  |
| 20 | 美女たちの壮絶バトル             | Beauty and the Beat                               | 2010年1月24日  |
| 21 | ジョナス、ワールドツアーへ出発！ | Exam Jam                                          | 2010年3月14日  |

### シーズン2
| #      | 邦題                   | 原題                  | 全米初放送日  |
| ------ | ---------------------- | --------------------- | ------------- |
| 1(22)  | L.A.だ！パーティーだ！ | House Party           | 2010年6月20日 |
| 2(23)  | ビーチでリベンジ！     | Back to the Beach     | 2010年6月27日 |
| 3(24)  | 卓球対決！             | Date Expectations     | 2010年7月2日  |
| 4(25)  | 撮影スタート！         | And... Action         | 2010年7月11日 |
| 5(26)  | サプライズ・キス       | America's Sweethearts | 2010年7月25日 |
| 6(27)  | 秘密のカップル         | The Secret            | 2010年8月1日  |
| 7(28)  | ワサビ騒動             | A Wasabi Story        | 2010年8月8日  |
| 8(29)  | 天井に耳あり           | Up in the Air         | 2010年8月15日 |
| 9(30)  | 監督に挑戦！           | Direct to Video       | 2010年8月22日 |
| 10(31) | 偽りの告白             | The Flirt Locker      | 2010年8月29日 |
| 11(32) | 海の上の告白           | Boat Trip             | 2010年9月12日 |
| 12(33) | ジョナス解散の危機     | On the Radio          | 2010年9月26日 |
| 13(34) | 夏の終わり             | Band of Brothers      | 2010年10月3日 |